# Fairfield (Durham)
Fairfield – wieś w Anglii, w hrabstwie ceremonialnym Durham, w dystrykcie (unitary authority) Stockton-on-Tees. Leży 28 km na południowy wschód od miasta Durham i 350 km na północ od Londynu.